# TCz-3 Moskowskoje (stacja metra)
Zajezdnia TCz-3 (ros. Электродепо ТЧ-2), zwana też zajezdnią Moskowskoje (ros. Электродепо Моско́вское) – jedna z zajezdni, znajdującego się w Petersburgu systemu metra. Obsługuje linię Moskiewsko-Piotrogrodzką.

## Charakterystyka
Działalność zajezdni TCz-3 została oficjalnie zainaugurowana 12 grudnia 1972 roku. Wcześniej, przez prawie dziesięć lat, od momentu uruchomienia linii Moskiewsko-Piotrogrodzkiej w 1961 roku, linia ta obsługiwana była przez zajezdnię TCz-1 Awtowo. W momencie oddania jej do użytku, tabor i sprzęt naprawczy zostały tu przekazane właśnie ze wspomnianego Awtowa. Przez kolejne dziesięć lat sprzęt ten nie był uzupełniany, dopiero w 1981 roku nastąpiła dostawa nowych jednostek. W latach dziewięćdziesiątych przeprowadzono kolejną akcję unowocześniania taboru, stary został przekazany głównie do zajezdni TCz-5 Niewskoje. Jest to jedyna zajezdnia obsługująca linię numer dwa, mimo że na jej trasie w 2000 roku uruchomiono zajezdnię zajezdnię TCz-6 Wyborgskoje, ta jednak została przeznaczona do innych zadań i obsługi innych linii petersburskiego metra. Wszystko to sprawia, że TCz-3 jest najbardziej obciążoną zajezdnią pod względem zadań na terenie byłego Związku Radzieckiego. Przeprowadzane są tu niezbędne naprawy taboru, znajduje się też stacja postojowa oraz magazyny na części zamienne i inne urządzenia techniczne, a także pomieszczenia biurowe.